# ルイス・パサリン
ルイス・カサス・パサリン（Luis Casas Pasarín、1902年4月16日 - 1986年8月17日）は、スペイン・ガリシア州ポンテベドラ出身の元サッカー選手、サッカー指導者。現役時代のポジションはDF。

## 略歴
選手時代はセルタ・デ・ビーゴやバレンシアCFでプレーし、1924年のパリオリンピックにも出場した。
現役引退後は指導者として活躍し、1946-47シーズンに率いたバレンシアCFではトップリーグ初采配ながらも見事チームをプリメーラ・ディビシオン優勝に導いた。翌シーズンの1947-48シーズンもバレンシアをリーグ準優勝させている。その後はセルタ・デ・ビーゴやCDマラガ、レアル・マドリードのBチームにあたるプルス・ウルトラCF、ポルトガルのFCポルトを率いた。

## タイトル

### クラブ
バレンシア
- セグンダ・ディビシオン : 1回 (1930-31)

### 監督
バレンシア
- プリメーラ・ディビシオン : 1回 (1946-47)

グラナダ
- セグンダ・ディビシオン : 1回 (1956-57)